# Малард (Марказі)
Малард (перс. ملارد) — село в Ірані, у дегестані Хошкруд, у Центральному бахші, шахрестані Зарандіє остану Марказі. За даними перепису 2006 року, його населення становило 95 осіб, що проживали у складі 22 сімей.

## Клімат
Середня річна температура становить 15,26 °C, середня максимальна – 34,26 °C, а середня мінімальна – -7,73 °C. Середня річна кількість опадів – 247 мм.
| Клімат поселення                              | Клімат поселення | Клімат поселення | Клімат поселення | Клімат поселення | Клімат поселення | Клімат поселення | Клімат поселення | Клімат поселення | Клімат поселення | Клімат поселення | Клімат поселення | Клімат поселення | Клімат поселення |
| Показник                                      | Січ.             | Лют.             | Бер.             | Квіт.            | Трав.            | Черв.            | Лип.             | Серп.            | Вер.             | Жовт.            | Лист.            | Груд.            |                  |
| Середній максимум, °C                         | 9,88             | 12,42            | 17,46            | 24,06            | 29,03            | 33,93            | 34,26            | 33,24            | 29,28            | 23,16            | 16,28            | 9,94             |                  |
| Середня температура, °C                       | 1,08             | 3,62             | 8,66             | 15,26            | 20,23            | 25,12            | 28,10            | 27,08            | 23,12            | 17,01            | 10,13            | 3,79             |                  |
| Середній мінімум, °C                          | −7,73            | −5,2             | −0,15            | 6,46             | 11,41            | 16,30            | 21,96            | 20,94            | 16,97            | 10,86            | 3,97             | −2,38            |                  |
| Норма опадів, мм                              | 35               | 34               | 45               | 31               | 23               | 4                | 1                | 1                | 1                | 14               | 23               | 35               |                  |
| Середньомісячна швидкість вітру, м/с          | 1.41             | 2.10             | 2.95             | 3.16             | 2.98             | 2.79             | 2.86             | 2.75             | 2.41             | 2.28             | 1.99             | 1.42             |                  |
| Середньомісячна сонячна радіація, кДж/м²·день | 9111             | 11928            | 14370            | 18000            | 21963            | 26056            | 25707            | 23434            | 19872            | 14581            | 10775            | 8712             |                  |
| --------------------------------------------- | ---------------- | ---------------- | ---------------- | ---------------- | ---------------- | ---------------- | ---------------- | ---------------- | ---------------- | ---------------- | ---------------- | ---------------- | ---------------- |
| Джерело:                                      |                  |                  |                  |                  |                  |                  |                  |                  |                  |                  |                  |                  |                  |